# Донн, Хорхе
Хо́рхе Донн (исп. Jorge Donn, настоящее имя Хо́рхе Рау́ль Ито́вич Донн (исп. Jorge Raúl Itovich Donn); 25 февраля 1947, Паломар, провинция Буэнос-Айрес — 30 ноября 1992, Лозанна) — артист балета, солист труппы Мориса Бежара «Балет XX века» в 1963—1988 годах.

## Биография
Хорхе Донн родился 25 февраля 1947 года в Буэнос-Айресе в семье эмигрантов из Российской империи — Розы (1905 г.р.) и Мориса Итовичей. Во время родов Роза не переставая бубнила что-то на русском, в частности, про реку Дон, отчего новорождённого и записали под двойной фамилией «Итович Донн». Помимо Хорхе в семье было трое детей; известно, что одного из его племянников зовут Алёша Итович — он стал известным европейским деятелем кино и ныне проживает в Париже. 
Танцевать Хорхе начал рано — в 4-5 лет. С восьми лет учился в балетной школе при театре Колон, где его педагогом была Мария Фукс — ещё одна эмигрантка родом из Одессы. В 1963 году Хорхе приехал в Брюссель, чтобы поступить в труппу Мориса Бежара «Балет XX века»; вскоре стал её солистом. Будучи любимым танцовщиком Бежара, Хорхе исполнял главные партии во многих постановках балетмейстера. Танцевал с такими балеринами, как Сюзанн Фаррелл, Шона Мирк, Грация Галанте, Марсия Хайде, Майя Плисецкая, Екатерина Максимова, Наталья Макарова. В 1980 году стал художественным руководителем труппы «Балет XX века». 
В 1988 Хорхе создал собственную труппу — «Европейский балет», но она просуществовала всего несколько месяцев и уже в 1990 году Донн вновь присоединился к Бежару. 
В 1992 году Хорхе Донн скончался от последствий СПИДа. Его памяти посвятили свои балеты Морис Бежар («Дом священника», 1997), Каролин Карлсон и другие выдающиеся хореографы.

## Репертуар
Балет XX века
- 1964 — «Девятая симфония» Бетховена
- 17 ноября 1966 — «Ромео и Джульетта» на музыку Гектора Берлиоза
- 1967 — «Месса нашего времени»
- 1968 — «Бхакти»
- 1971 — «Нижинский, клоун Божий»
- 1975 — «Наш Фауст»
- 1978 — «Леда» (партнёрша — Майя Плисецкая)
- 1979 — «Болеро» Мориса Равеля (первый исполнитель-мужчина)

Балет Бежара в Лозанне
- 1990 — «Нижинский»

## Фильмография
- 1975 — Хорхе Донн, Солнце, «Я родился в Венеции», режиссёр Морис Бежар
- 1981 — Борис Итович и его сын Сергей Итович, «Одни и другие», режиссёр Клод Лелуш